# Rutilia rubriceps
Rutilia rubriceps là một loài ruồi trong họ Tachinidae.